# Suin
Ne doit pas être confondu avec Suin (rivière).
Suin est une commune française située dans le département de Saône-et-Loire, en région Bourgogne-Franche-Comté.

## Géographie

### Situation
Suin est un village du Charolais, juché au sommet d'une montagne granitique isolée, à 593 m d'altitude, aux confins du Charolais, du Beaujolais et du Brionnais. Une particularité qui a valu à Suin d'être qualifié par l'historien et archiviste Raymond Oursel de « plus beau belvédère du vieux pays éduen ».
La commune couvre les vallées de la Saône, Bourbince, Grosne, Arconce et Guye.

### Paysages
Les paysages de la commune sont composés de terres arables au sud-ouest, prairies au nord et au sud-est ainsi que des forêts de feuillus et conifères  au nord-est. La commune présente des habitats isolés hors du bourg notamment dans les hameaux de Tillay, Mont, Ruère. Les prairies, entourées par des haies, correspondent à du bocage. Les espaces boisés couvrent en tout 727 hectares soit le tiers de la surface communale tandis que les surfaces agricoles utilisées occupent 1 344 hectares du territoire.

### Climat
Pour des articles plus généraux, voir Climat de la Bourgogne-Franche-Comté et Climat de Saône-et-Loire.
En 2010, le climat de la commune est de type climat des marges montargnardes, selon une étude du Centre national de la recherche scientifique s'appuyant sur une série de données couvrant la période 1971-2000. En 2020, Météo-France publie une typologie des climats de la France métropolitaine dans laquelle la commune est dans une zone de transition entre le climat océanique altéré et le climat océanique altéré et est dans la région climatique Centre et contreforts nord du Massif Central, caractérisée par un air sec en été et un bon ensoleillement.
Pour la période 1971-2000, la température annuelle moyenne est de 10 °C, avec une amplitude thermique annuelle de 16,2 °C. Le cumul annuel moyen de précipitations est de 1 118 mm, avec 10,4 jours de précipitations en janvier et 8,7 jours en juillet. Pour la période 1991-2020, la température moyenne annuelle observée sur la station météorologique de Météo-France la plus proche, « Beaubery », sur la commune de Beaubery à 6 km à vol d'oiseau, est de 10,9 °C et le cumul annuel moyen de précipitations est de 1 020,3 mm. 
La température maximale relevée sur cette station est de 39,4 °C, atteinte le 31 juillet 2020 ; la température minimale est de −18 °C, atteinte le 12 janvier 1987,,.
Les paramètres climatiques de la commune ont été estimés pour le milieu du siècle (2041-2070) selon différents scénarios d'émission de gaz à effet de serre à partir des nouvelles projections climatiques de référence DRIAS-2020. Ils sont consultables sur un site dédié publié par Météo-France en novembre 2022.

## Urbanisme

### Typologie
Au 1er janvier 2024, Suin est catégorisée commune rurale à habitat très dispersé, selon la nouvelle grille communale de densité à sept niveaux définie par l'Insee en 2022.
Elle est située hors unité urbaine et hors attraction des villes,.

### Occupation des sols
L'occupation des sols de la commune, telle qu'elle ressort de la base de données européenne d’occupation biophysique des sols Corine Land Cover (CLC), est marquée par l'importance des territoires agricoles (65,7 % en 2018), une proportion sensiblement équivalente à celle de 1990 (65,8 %). La répartition détaillée en 2018 est la suivante : 
prairies (42,5 %), forêts (34,3 %), zones agricoles hétérogènes (23,1 %). L'évolution de l’occupation des sols de la commune et de ses infrastructures peut être observée sur les différentes représentations cartographiques du territoire : la carte de Cassini (XVIIIe siècle), la carte d'état-major (1820-1866) et les cartes ou photos aériennes de l'IGN pour la période actuelle (1950 à aujourd'hui).

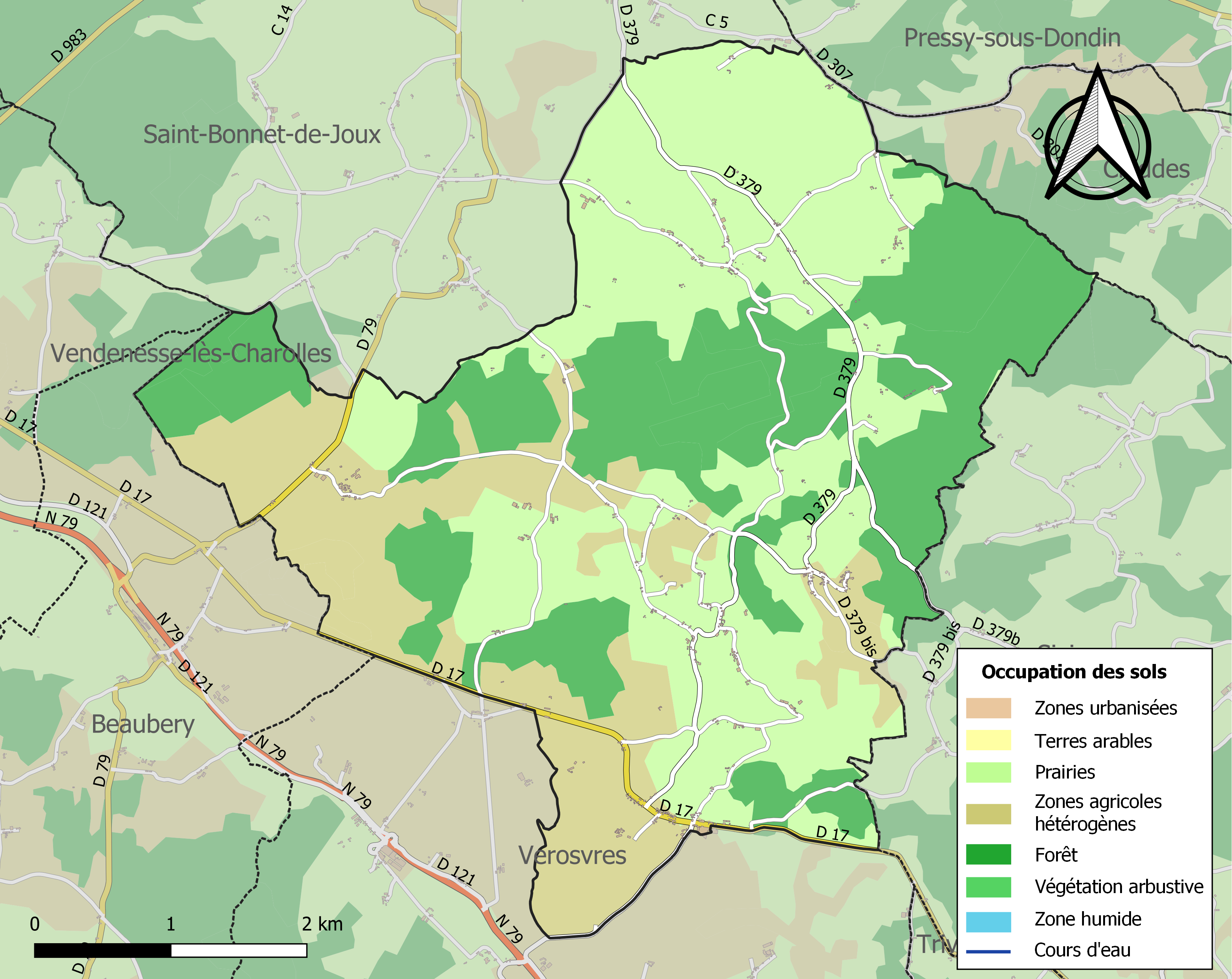
Carte des infrastructures et de l'occupation des sols de la commune en 2018 (CLC).

## Histoire

### Repères
- XIe siècle : seule existence sur le tertre d'une paroisse, Sedunus placée sous le vocable de l'Assomption.
- Époque romaine : la butte de Suin portait un oppidum et un temple dédié à Mercure.
- Château fort détruit au cours des guerres de Religion.
- Village décimé par la famine en 1709.
- 1864 : Suin est amputée d'une partie de son territoire. En 1793, les différents hameaux composant Sivignon avaient été réunis à Suin mais, par décret impérial du 6 janvier 1864, Sivignon fut érigé en commune[14].
- Protection de l'église paroissiale des XIe – XIIe siècles : clocher inscrit à l'inventaire supplémentaire, par décret du 11 mai 1932.
- Inscription de l'abside à ce même inventaire le 13 mars 1950.
- 1997 : découverte de fresques dans le chœur de l'église.

### Antiquité

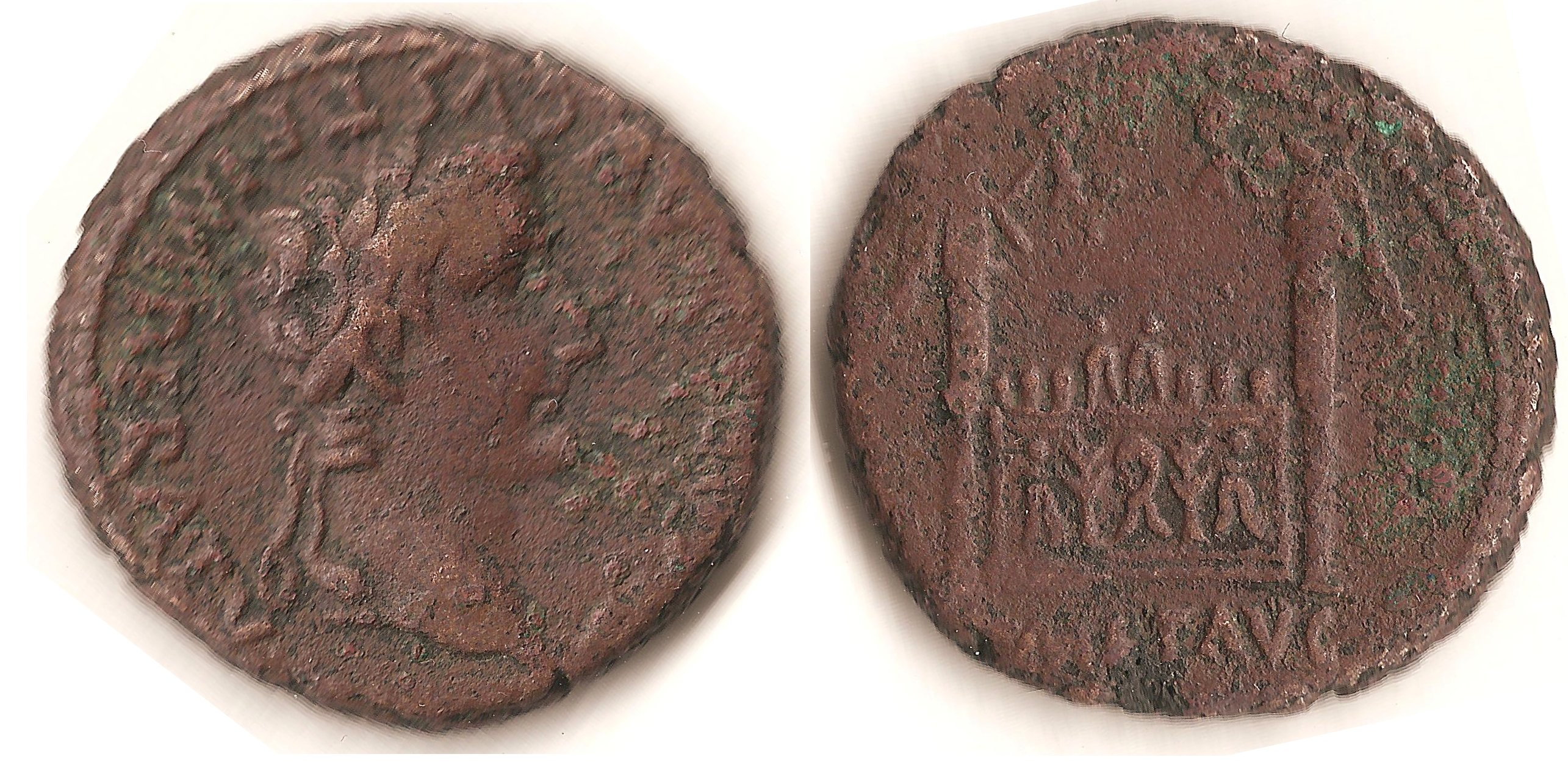
Photo avers - revers d'une monnaie romaine trouvée à SUIN (71) FRANCE probablement frappée sous Tibère en 14 ap. J.-C.

Les Gaulois y construisirent une cité. Les Romains s'y établirent à la jonction des deux voies romaines venant l'une de Belleville (Lunna) pour aller à Autun, l'autre venant de Feurs. Cette voie serait d'après certains auteurs la via regia de Feurs à Autun.
Des fouilles faites à Suin ont permis de découvrir des monnaies gauloises, des monnaies romaines de Domitien, d'Aurélien, des urnes ; un morceau de colonne de 1,20 m de circonférence avec inscription prouvant que Suin était une station romaine ; des tombeaux avec ossements, une molette d'éperon, un fer de coutelas, un talisman en corne, une pointe de lance et même un petit bas-relief représentant deux guerriers.
En fouillant en 1772 et 1776 on trouva des fers à cheval, une agrafe antique, des pièces de monnaie, dont l'une datait de Philippe le Bon, etc.. Il y a encore de nombreux tombeaux et très certainement des pièces intéressantes à découvrir. Aucune fouille sérieuse n'a été entreprise jusqu'ici.
En juin 1963, des travaux d'aménagement permirent la découverte fortuite d'un bloc de grès de 1,06 mètre de haut, utilisée en réemploi dans un jambage de porte. Ce bloc portait une inscription latine qu'on lit comme suit :
Mer(curio) sac(rum) / Sex(tus) Gabiniu[s] / Censorinu[s] / Dagot[out]i(?) [f(ilius)] / pro M[otu]con[e(?)] / filio
L'inscription témoigne de l'existence d'un culte à Mercure. Il monte le processus de romanisation : le dédicant Sextus Gabinius Censorinus est nommé à la romaine par les tria nomina, tandis que son père porte un nom gaulois Dagotoutus et son fils un prénom gaulois Motucon.
Sedunum (Seodunum) était le nom celtique de Suin, dunum désignant un lieu élevé. Sous les Mérovingiens, Suin appartenait au Pagus Cabillonensis (Pays de Chalon).

### Moyen Âge
Les Sarrasins semblent avoir occupé longtemps le pays puisque plusieurs bourgs voisins ont conservé des dénominations de cette époque, entre autres La Guiche et Le Rousset.
Les Alerci Brannovices ou brionnais y séjournèrent longtemps après la domination romaine. Le pays des Brannoves fut divisé en deux parties : le Brionnais et le Charolais.
Le Charolais forma la première baronnie du comté de Chalon et fut donnée par Pépin, roi d'Aquitaine, au comte Eccard qui fonda le prieuré de Perrecy. Il en fit partie jusqu'en 1237, date à laquelle il fut réuni au duché de Bourgogne par Hugues IV qui en avait fait l'acquisition.
Au XIe siècle, Suin devait être peuplée de paysans, serfs et bûcherons, au service des nombreux seigneurs de cette région couverte de bois. Le clocher de l'église qui date de cette époque atteste une vie concentrée au sommet de la montagne.
Au XIVe siècle, le hameau de Sivignon, qui faisait alors partie de la commune, possédait un château où résidaient les seigneurs de Lespinasse. Il y avait au sommet de Suin un château fort qui abrita les seigneurs du lieu qui furent : Béatrix de Suin (1307), J. de Suin (1321), et Bernard de Suin, seigneur de Villars.
Ce château fut détruit, comme tous ceux de la région, au moment de la Ligue durant les guerres de Religion.
Au début du XVe siècle, la querelle entre les Bourguignons et les Armagnacs vit se dérouler dans le Charolais des luttes sanglantes. La prise de Chaulmont-en-Charolais (aujourd'hui commune de Saint-Bonnet-de-Joux) ne fut pas sans provoquer à Suin des scènes de désordre et des pillages. les paysans occupés à se défendre délaissaient leurs terres. Le résultat en fut une terrible famine qui sévit de 1436 à 1438. Elle fut suivie par la peste. Les bandes d'Écorcheurs avaient déjà dévasté la région de 1438 à 1443.

### Temps moderne
En 1684, le prince de Condé prend possession du Charolais que Charles VIII avait vendu à Philippe, archiduc d'Autriche, et qu'un échange entre Louis XV et mademoiselle de Sens rattacha à la couronne en 1771.
Les années 1708 à 1710 furent marquées par une nouvelle famine qui désola la région. On y vivait de glands et de racines de fougères. Cette famine fit de nombreuses victimes à Suin : il y mourut 235 personnes et 138 autres quittèrent le pays. Les deux siècles qui suivirent semblent avoir été une période heureuse. La Révolution et les guerres de l'Empire y eurent peu d'influence.

### Époque contemporaine
Sur le site du Bois de Niallin (ou Bois de Mégine), une mine d'uranium à ciel ouvert a été exploitée en 1978-1979 par la Cogema avec onze tonnes de minerai extraites.

## Politique et administration

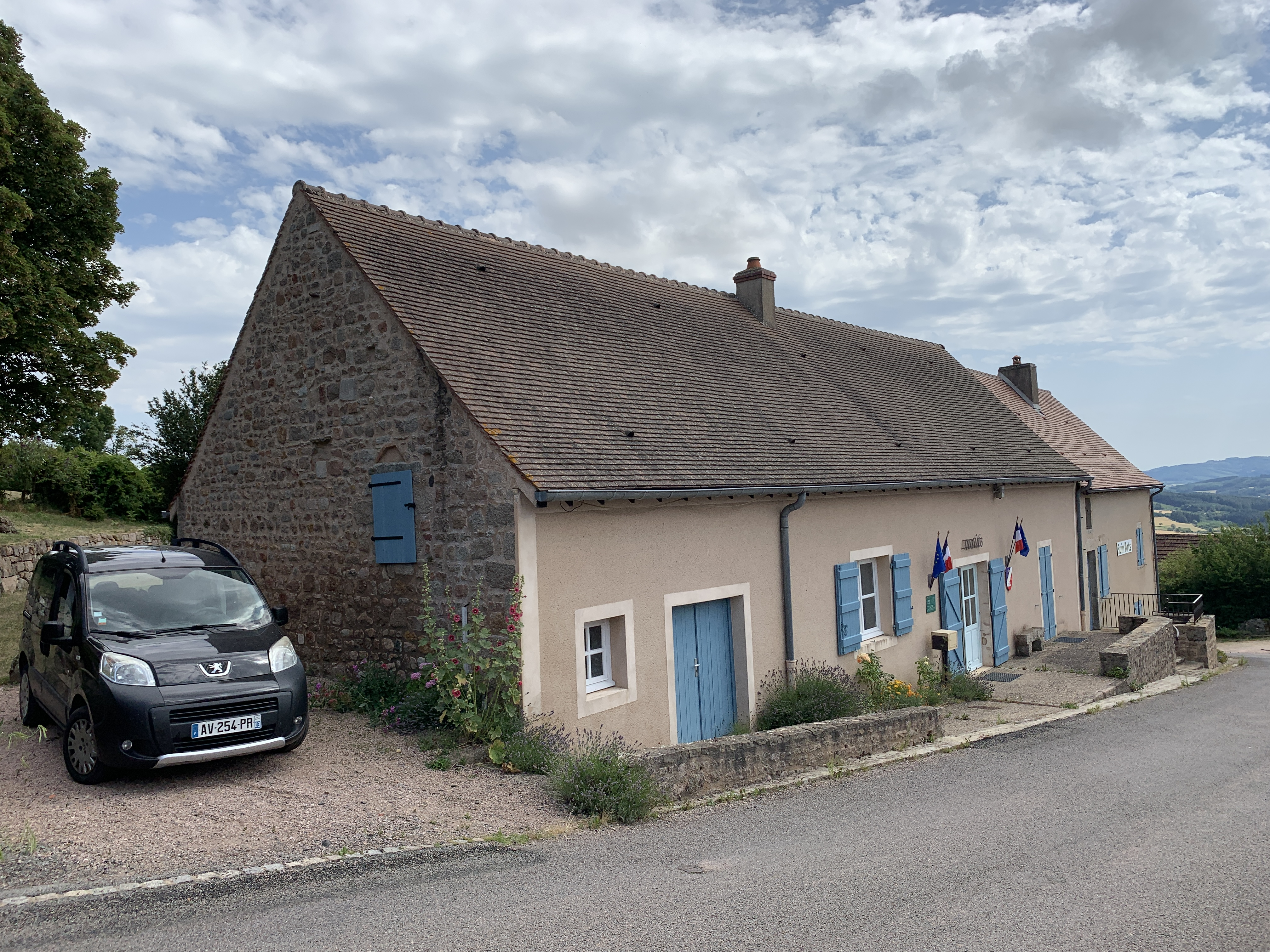
Mairie.

| Période                                  | Période   | Identité               | Étiquette | Qualité  |
| ---------------------------------------- | --------- | ---------------------- | --------- | -------- |
| Les données manquantes sont à compléter. |           |                        |           |          |
|                                          | juin 1944 | Jean-François Cretenet |           |          |
| juin 1944                                | mars 1965 | François Duvernois     |           |          |
| mars 1965                                | mars 1977 | Eugène Prost           |           | Cafetier |
| mars 2001                                | 2007      | Roland Carrette        |           |          |
| 2007                                     | 2020      | Jean Piret             | PS        |          |
| 2020                                     | En cours  | Jean-Claude Michel     |           |          |

## Démographie
L'évolution du nombre d'habitants est connue à travers les recensements de la population effectués dans la commune depuis 1793. Pour les communes de moins de 10 000 habitants, une enquête de recensement portant sur toute la population est réalisée tous les cinq ans, les populations de référence des années intermédiaires étant quant à elles estimées par interpolation ou extrapolation. Pour la commune, le premier recensement exhaustif entrant dans le cadre du nouveau dispositif a été réalisé en 2006.

En 2022, la commune comptait 274 habitants, en évolution de +2,24 % par rapport à 2016 (Saône-et-Loire : −1,06 %, France hors Mayotte : +2,11 %).
| 1793  | 1800  | 1806  | 1821  | 1831  | 1836  | 1841  | 1846  | 1851  |
| ----- | ----- | ----- | ----- | ----- | ----- | ----- | ----- | ----- |
| 1 505 | 1 556 | 1 498 | 1 477 | 1 429 | 1 463 | 1 584 | 1 590 | 1 684 |

| 1856  | 1861  | 1866 | 1872 | 1876 | 1881 | 1886 | 1891 | 1896 |
| ----- | ----- | ---- | ---- | ---- | ---- | ---- | ---- | ---- |
| 1 696 | 1 671 | 995  | 950  | 958  | 944  | 941  | 908  | 894  |

| 1901 | 1906 | 1911 | 1921 | 1926 | 1931 | 1936 | 1946 | 1954 |
| ---- | ---- | ---- | ---- | ---- | ---- | ---- | ---- | ---- |
| 871  | 829  | 772  | 684  | 616  | 613  | 580  | 565  | 504  |

| 1962 | 1968 | 1975 | 1982 | 1990 | 1999 | 2006 | 2011 | 2016 |
| ---- | ---- | ---- | ---- | ---- | ---- | ---- | ---- | ---- |
| 477  | 424  | 369  | 325  | 321  | 304  | 289  | 283  | 268  |

| 2021 | 2022 | - | - | - | - | - | - | - |
| ---- | ---- | - | - | - | - | - | - | - |
| 268  | 274  | - | - | - | - | - | - | - |

## Économie
Le territoire communal comprend des exploitations agricoles certifiées AOC pour le bœuf charolais et le fromage de chèvre. En 2010, le cheptel total comprenait 18 exploitations agricoles sur lesquelles pâturaient 2 580 bovins, 300 ovins et 250 caprins sur 1 240 hectares de prairies auxquelles il faut ajouter 150 ha pour des cultures de maïs et de triticale pour l'alimentation des bêtes.
Des artisans et gîtes ruraux sont également présents sur la commune.

## Culture locale et patrimoine

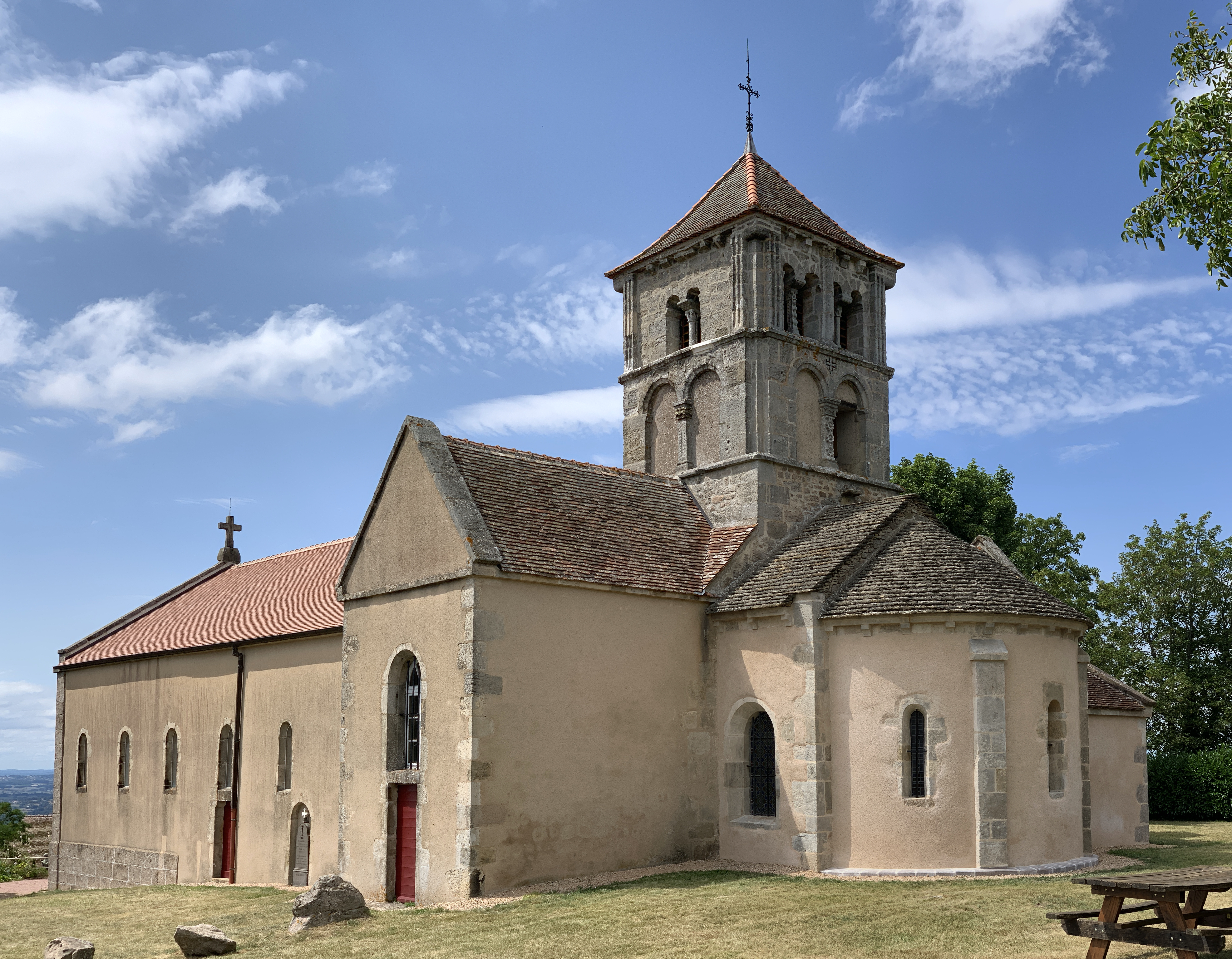
Église paroissiale romane de Suin.

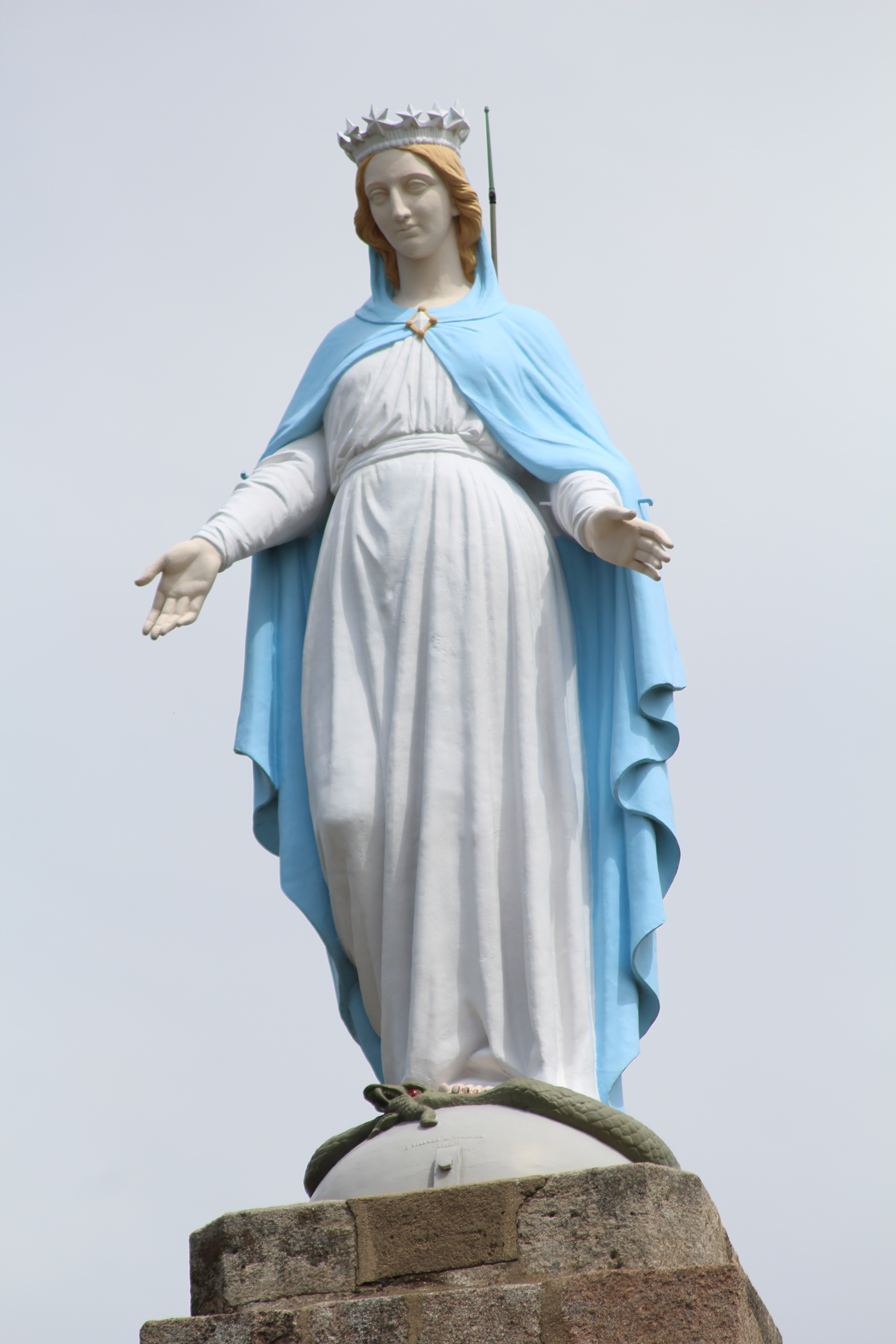
Statue de la Vierge au sommet de la Butte de Suin.

### Lieux et monuments
- Butte de Suin, offrant un superbe panorama.

#### Monuments
- Vestiges : deux tours de guet, construites par les Allemands ; l'une serait construite à l'emplacement de la tour de l'ancien château des Seigneurs de Suin, ainsi que le montre le tableau copié d'une estampe, photo fournie par les archives du comte de Suin.
- Maison rurale XIXe siècle, en granit rose.
- Église paroissiale romane de l'Assomption de la Sainte Vierge, remaniée en 1859 afin de la prolonger de 10 mètres en avant de la grande porte donnant sur le cimetière : nef unique reconstruite en 1839 et sacristies du XIXe siècle, abside en cul-de-four (Inv. Suppl. des M.H. du 13 mars 1950) et clocher carré romans du début du XIe siècle (Inv. Suppl. des M.H. du 11 mai 1932); Christ en croix du XVIIIe siècle dans la nef, du côté méridional. Chaire du XVIIIe siècle. En 1997, des fresques ont été découvertes lors de la restauration du chœur de l'église. 
La construction de l'église de Suin a probablement fait suite à celle du château des seigneurs de Suin, anoblis par Saint Louis au Xe siècle (mention de monsieur le comte Eric de Suin).
- La statue de la Vierge, édifiée en 1885 (voir Butte de Suin).
- Christ en croix en bois polychrome, situé dans la nef de l'église paroissiale. Époque estimée : XVIIIe siècle.
- Stèle apposée contre le mur extérieur de l'église portant l'inscription : « CI GIT Me BENOIT DURY NE A VAREILLES LE 9 mai 1795 DECEDE A SUIN LE 15 juin 1874 CURE DE SUIN PENDANT 49 ANS - EN TEMPS DE REVOLUTION COMME EN TEMPS CALMES SA VOIX FUT COMPRISE ET GOUTEE PAR SES PAROISSIENS PRIEZ POUR LUI ».

#### Nombreuses roches et mégalithes
- Le rocher du Caniche.
- Fontaine sourde.
- Le Pariolou, vaste étendue sauvage semée de rochers énormes.
- La pierre qui croule : monument mégalithique. Ce dolmen est encore appelé « Para Tauveron ».
- Le Para des Eygrus.
- Le Dolmen.
- Le fauteuil de César.
- La Pierre des blancs : curieusement creusée en forme de fauteuil et située exactement au soleil levant.

#### Autres curiosités
- Au Pariolou, une demi-cuvette d'un diamètre d'un mètre vingt semble avoir été une pierre à moudre le grain.
- Le bois de Morphée : dans le chemin qui passe entre la Pierre qui Croûle et le Para des Eygrus, quantité de rochers aux formes étranges[27].

### Personnalités liées à la commune
- Jean-François Crétenet, né en 1882 et décédé en 1944 à l'âge de 62 ans : « François Crétenet, maire de Suin, est tombé à cette place victime du devoir sous les balles allemandes le 17 juin 1944, ayant mérité dans sa vie et dans sa mort l'estime universelle. » (plaque commémorative apposée sur la place du village).

## Pour approfondir